# مزهر (اسم)
مزهر هو اسم علم مذكر من أصل عربي، ومعناه هو من الفعل أزهر، أزهر النار أوقدها وأضاءها، والمعنى من يوقد النار للأضياف النير المشرق الوجه الصافي اللون.

## شخصيات تحمل الاسم
- مزهر الشاوي (1908 – )
- مزهر عبد الله رويد (1953 – )
- مزهر عبدالله رويد (سياسي عراقي، 1953 – )

## وصلات خارجية
- موسوعة السلطان قابوس لأسماء العرب